# Yola frontalis
Yola frontalis är en skalbaggsart som beskrevs av Régimbart 1906. Yola frontalis ingår i släktet Yola och familjen dykare. Inga underarter finns listade i Catalogue of Life.